# Азербејџан на Летњим олимпијским играма 2012.
Азербејџан је учествовао на Летњим олимпијским играма 2012. у Лондону и било је то њихово 5. учешће на Летњим олимпијским играма.
Азербејџанску делегацију на овим играма чинило је 53 спортиста (39 мушкараца и 14 жена) који су се такмичили у 14 спортова. Националну заставу на дефилеу нација током свечаног отварања игара 27. јула носио је џудиста Елнур Мамадли. Најбројнији спортски савез у азербејџанској делегацији били су рвачи са 13 такмичара, испред џудиста и боксерске репрезентације које су бројале по 8 чланова.
Са укупно 10 освојених медаља (по два злата и сребра и 6 бронзи) било је то најуспешније учешће Азербејџана на олимпијским играма, заузевши 30. место међу нацијама по броју освојених медаља. Најуспешнији су били рвачи који су освојили 7 медаља, укључујући и оба злата која су отишла Тогрулу Асгарову и Шарифу Шарифову.
Најстарија на овим играма, је била такмичарка у стрељаштву Ирада Ашумова са 54 године и 158 дана што је уједно и настарији учесник на олимпијским играма у истори олимпијског спорта Азербејџана. Поред овог Ашумова је поставила још један рекорд као азербејџански спортиста са највише учествовања на олимпијским играма са 4 учешћа.
Најмлађа је била такмичарка у теквондоу Ферида Азизова са 17 година и 66 дана.

## Освајачи медаља
| Мед. | Освајач              | Спорт         | Дисциплина              | Датум      |
| ---- | -------------------- | ------------- | ----------------------- | ---------- |
|      | Тогрул Асгаров       | Рвање         | - до 60 кг слободно     | 11 August  |
|      | Шариф Шарифов        | Рвање         | - до 84 кг слободно     | 11 August  |
|      | Ровшан Бајрамов      | Рвање         | - до 55 кг грчко-римски | 5. август  |
|      | Марија Стадник       | Рвање         | - до 48 кг слободно (Ж) | 8. август  |
|      | Валентин Христов     | Дизање тегова | - до 56 кг              | 29. јул    |
|      | Емин Ахмадов         | Рвање         | - до 74 кг грчко-римски | 5. август  |
|      | Јулија Раткевич      | Рвање         | - до 55 кг слободно (Ж) | 9. август  |
|      | Тејмур Мамадов       | Бокс          | Тешка                   | 10. август |
|      | Магомедрасул Маџидов | Бокс          | Супертешка              | 10. август |
|      | Хетаг Газјумов       | Рвање         | - до 96 кг слободно     | 12. август |

| Спорт         |   |   |   | Укупно |
| Рвање         | 2 | 2 | 3 | 7      |
| Дизање тегова | 0 | 0 | 1 | 1      |
| Бокс          | 0 | 0 | 2 | 2      |
| Укупно        | 2 | 2 | 6 | 10     |

## Учесници по спортовима
| Спорт         | Мушкарци | Жене | Укупно |
| ------------- | -------- | ---- | ------ |
| Атлетика      | 2        | 1    | 3      |
| Бициклизам    | 0        | 1    | 1      |
| Бокс          | 7        | 1    | 8      |
| Веслање       | 1        | 1    | 2      |
| Гимнастика    | 1        | 1    | 2      |
| Дизање тегова | 5        | 1    | 6      |
| Кајак и кану  | 3        | 0    | 3      |
| Коњичко спорт | 1        | 0    | 1      |
| Мачевање      | 0        | 1    | 1      |
| Пливање       | 1        | 1    | 2      |
| Рвање         | 11       | 2    | 13     |
| Стрељаштво    | 0        | 1    | 1      |
| Теквондо      | 1        | 1    | 2      |
| Џудо          | 6        | 2    | 8      |
| 14 спортова   | 39       | 14   | 53     |

## Атлетика
Мушкарци
| Атлетичар       | Дисциплина | Квалификације | Квалификације | Финале           | Финале           |
| Атлетичар       | Дисциплина | Рез.          | Плас.         | Рез.             | Плас.            |
| --------------- | ---------- | ------------- | ------------- | ---------------- | ---------------- |
| Хајле Ибрахимов | 5.000 м    | 13:25,23      | 1. КВ         | 13:45,37         | 9.               |
| Дмитриј Маршин  | Кладиво    | 72,85         | 19.           | Није се пласирао | Није се пласирао |

Жене
| Атлетичарка      | Дисциплина | Квалификације | Квалификације | Финале            | Финале            |
| Атлетичарка      | Дисциплина | Рез.          | Плас.         | Рез.              | Плас.             |
| ---------------- | ---------- | ------------- | ------------- | ----------------- | ----------------- |
| Лајес Абдулајева | 5.000 м    | 15:45,69      | 17.           | Није се пласирала | Није се пласирала |

## Бициклизам
Друм
| Бициклисткиња | Дисциплина       | Резултат           | Пласман            |
| ------------- | ---------------- | ------------------ | ------------------ |
| Јелена Чалих  | Друмска трка (Ж) | Није завршила трку | Није завршила трку |
| Јелена Чалих  | Хронометар (Ж)   | 41:47,06           | 20.                |

## Бокс
| Боксер               | Категорија | 1. коло                | 2. коло                    | Четвртфинале          | Полуфинале            | Финале             | Финале           |
| Боксер               | Категорија | Противник Резултат     | Противник Резултат         | Противник Резултат    | Противник Резултат    | Противник Резултат | Плас.            |
| -------------------- | ---------- | ---------------------- | -------------------------- | --------------------- | --------------------- | ------------------ | ---------------- |
| Елвин Мамишзадех     | Мува       | Н. Тјогсцогт ИЗГ 11:18 | Није се пласирао           | Није се пласирао      | Није се пласирао      | Није се пласирао   | Није се пласирао |
| Магомед Абдулхамидов | Бантам     |                        | С. Шимицу ИЗГ НАП*         | Није се пласирао      | Није се пласирао      | Није се пласирао   | Није се пласирао |
| Хејбатула Хаџиалијев | Полувелтер | А. Хоуја ИЗГ 19:16     | Није се пласирао           | Није се пласирао      | Није се пласирао      | Није се пласирао   | Није се пласирао |
| Солтан Мигитинов     | Средња     | М. Хикал ПОБ 20:12     | Е. Ф. Флоренчино ИЗГ 24:11 | Није се пласирао      | Није се пласирао      | Није се пласирао   | Није се пласирао |
| Ватан Хусејнли       | Полутешка  | К. Гонгора ИЗГ 9:8     | Није се пласирао           | Није се пласирао      | Није се пласирао      | Није се пласирао   | Није се пласирао |
| Тејмур Мамадов       | Тешка      |                        | Џ. Опетаја ПОБ 12:11       | С. Карнејев ПОБ 19:19 | К. Русо ИЗГ 13:15     | Није се пласирао   |                  |
| Магомедрасул Маџидов | Супертешка |                        | М. Мвамба ПОБ нокаутом     | М. Омаров ПОБ 17:14   | Р. Камареле ИЗГ 12:13 | Није се пласирао   |                  |

НАП* Судије су првобитно победу доделиле азерском борцу на поене 22:17. Након жалбе јапанске делегације да су судије превиделе чак 3 недозвољена ударца које је задао Абдулхамидов и након прегледавања снимка, одлука је промењена и за победника је проглашен јапански боксер.
Жене
| Боксер            | Категорија | 1. коло            | Четвртфинале       | Полуфинале         | Финале             | Финале            |
| Боксер            | Категорија | Противник Резултат | Противник Резултат | Противник Резултат | Противник Резултат | Плас.             |
| ----------------- | ---------- | ------------------ | ------------------ | ------------------ | ------------------ | ----------------- |
| Јелена Вистропова | Средња     | Е. Огоке ИЗГ 12:14 | Није се пласирала  | Није се пласирала  | Није се пласирала  | Није се пласирала |

## Веслање
Мушкарци
| Веслач                 | Дисциплина | Квалификације | Квалификације | Репесаж  | Репесаж  | Четвртфинале | Четвртфинале | Полуфинале | Полуфинале | Финале  | Финале |
| Веслач                 | Дисциплина | Време         | Место         | Време    | Место    | Време        | Место        | Време      | Место      | Време   | Место  |
| ---------------------- | ---------- | ------------- | ------------- | -------- | -------- | ------------ | ------------ | ---------- | ---------- | ------- | ------ |
| Александар Александров | Скиф       | 6:49,81       | 2. ЧФ         | Слободан | Слободан | 6:56,36      | 3. ПФ        | 7:20,80    | 3. ФА      | 7:09,42 | 5.     |

Жене
| Веслач               | Дисциплина | Квалификације | Квалификације | Репесаж  | Репесаж  | Четвртфинале | Четвртфинале | Полуфинале | Полуфинале | Финале  | Финале |
| Веслач               | Дисциплина | Време         | Место         | Време    | Место    | Време        | Место        | Време      | Место      | Време   | Место  |
| -------------------- | ---------- | ------------- | ------------- | -------- | -------- | ------------ | ------------ | ---------- | ---------- | ------- | ------ |
| Наталија Мустафајева | Скиф       | 7:46,01       | 2. ЧФ         | Слободна | Слободна | 8:00,26      | 3. ПФ        | 8:06,83    | 6. ФБ      | 8:23,64 | 12.    |

Легенда: ЧФ= пласман у четвртфинале; ПФ= пласман у полуфинале; ФА= пласман у А финале; ФБ= пласман у Б финале;

## Гимнастика
Мушкарци
| Гимнастичар     | Дисциплина | Квалификације | Квалификације | Квалификације | Квалификације | Квалификације | Квалификације | Квалификације | Квалификације | Финале           | Финале           | Финале           | Финале           | Финале           | Финале           | Финале           | Финале           |
| Гимнастичар     | Дисциплина | Справа        | Справа        | Справа        | Справа        | Справа        | Справа        | Укупно        | Плас.         | Справа           | Справа           | Справа           | Справа           | Справа           | Справа           | Укупно           | Плас             |
| Гимнастичар     | Дисциплина | Па            | КсХ           | К             | Пр            | Р             | В             | Укупно        | Плас.         | П                | КсХ              | К                | Пр               | Р                | В                | Укупно           | Плас             |
| --------------- | ---------- | ------------- | ------------- | ------------- | ------------- | ------------- | ------------- | ------------- | ------------- | ---------------- | ---------------- | ---------------- | ---------------- | ---------------- | ---------------- | ---------------- | ---------------- |
| Шакир Шихалијев | Вишебој    | 14.600        | 12.866        | 13.166        | 15.433        | 13.666        | 10.633        | 80.364        | 40.           | Није се пласирао | Није се пласирао | Није се пласирао | Није се пласирао | Није се пласирао | Није се пласирао | Није се пласирао | Није се пласирао |

 Ритмичка гимнастика
| Гимнастичарке  | Дисциплина  | Квалификације | Квалификације | Квалификације | Квалификације | Квалификације | Квалификације | Финале | Финале | Финале | Финале | Финале  | Финале |
| Гимнастичарке  | Дисциплина  | Обруч         | Лопта         | Чуњеви        | Трака         | Укупно        | Плас.         | Обруч  | Лопта  | Чуњеви | Трака  | Укупно  | Плас.  |
| -------------- | ----------- | ------------- | ------------- | ------------- | ------------- | ------------- | ------------- | ------ | ------ | ------ | ------ | ------- | ------ |
| Алија Гарајева | Појединачно | 27.450        | 28.350        | 27.850        | 28.200        | 111.850       | 3. КВ         | 27.925 | 27.825 | 27.575 | 28.250 | 111.575 | 4.     |

## Дизање тегова
Мушкарци
| Дизач            | Дисциплина     | Трзај                | Трзај                | Избачај              | Избачај              | Укупно               | Пласман              |
| Дизач            | Дисциплина     | Рез.                 | Плас.                | Рез.                 | Плас.                | Укупно               | Пласман              |
| ---------------- | -------------- | -------------------- | -------------------- | -------------------- | -------------------- | -------------------- | -------------------- |
| Валентин Христов | - до 56 кг     | 127                  | 2.                   | 159                  | 2.                   | 286                  |                      |
| Афган Бајрамов   | - до 69 кг     | 142                  | НЗВ                  | —                    | —                    | —                    | НЗВ                  |
| Сардар Хасанов*  | - до 69 кг     | 145                  | 5.                   | 176                  | 8.                   | 321                  | 8.                   |
| Интигам Заиров   | - до 94 кг     | 182                  | 3.                   | 215                  | 7.                   | 397                  | 6.                   |
| Величко Чолаков  | - преко 105 кг | Одустао због повреде | Одустао због повреде | Одустао због повреде | Одустао због повреде | Одустао због повреде | Одустао због повреде |

* Сардар Хасанов је на такмичење дошао као замена за повређеног Ивана Стојцова.
Жене
| Дизач           | Дисциплина | Трзај | Трзај | Избачај | Избачај | Укупно | Пласман |
| Дизач           | Дисциплина | Рез.  | Плас. | Рез.    | Плас.   | Укупно | Пласман |
| --------------- | ---------- | ----- | ----- | ------- | ------- | ------ | ------- |
| Бојанка Костова | - до 58 кг | 105   | 3.    | 128     | 3.      | 233    | 5.      |

## Кајак и кану
| Кајакаш                           | Дисциплина  | Квалификације | Квалификације | Полуфинале       | Полуфинале       | Финале           | Финале           |
| Кајакаш                           | Дисциплина  | Рез.          | Плас.         | Рез.             | Плас.            | Рез.             | Плас.            |
| --------------------------------- | ----------- | ------------- | ------------- | ---------------- | ---------------- | ---------------- | ---------------- |
| Валентин Демјаненко               | Ц-1 200 м   | 44,194        | 7.            | Није се пласирао | Није се пласирао | Није се пласирао | Није се пласирао |
| Сергеј Безуглиј Максим Прокопенко | Ц-2 1.000 м | 3:38,042      | 1. ФА         | Слободни         | Слободни         | 3:37,219         | 4.               |

ФА = пласман у А финале

## Коњички спорт
Препонско јахање појединачно
| Џокеј         | Грло   | Дисциплина          | Квалификације | Квалификације | Квалификације | Квалификације | Квалификације | Квалификације     | Квалификације     | Квалификације     | Финале            | Финале            | Финале            | Финале            | Финале            | Финале            |
| Џокеј         | Грло   | Дисциплина          | 1. наступ     | 1. наступ     | 2. наступ     | 2. наступ     | 2. наступ     | 3. наступ         | 3. наступ         | 3. наступ         | Наступ А          | Наступ А          | Наступ Б          | Наступ Б          | Укупно            | Укупно            |
| Џокеј         | Грло   | Дисциплина          | Казна         | Плас.         | Казна         | Укупно        | Плас.         | Казна             | Укупно            | Плас.             | Казна             | Укупно            | Плас.             | Казна             | Укупно            | Плас.             |
| ------------- | ------ | ------------------- | ------------- | ------------- | ------------- | ------------- | ------------- | ----------------- | ----------------- | ----------------- | ----------------- | ----------------- | ----------------- | ----------------- | ----------------- | ----------------- |
| Џамал Рахимов | Ратник | Препоне појединачно | 5             | 53.           | 13            | 18            | 60.           | Нису се пласирали | Нису се пласирали | Нису се пласирали | Нису се пласирали | Нису се пласирали | Нису се пласирали | Нису се пласирали | Нису се пласирали | Нису се пласирали |

## Мачевање
| Мачевалкиња   | Дисиплина | 1. коло              | 2. коло             | 3. коло            | Четвртфинале       | Полуфинале         | Финале             | Финале            |
| Мачевалкиња   | Дисиплина | Противник Резултат   | Противник Резултат  | Противник Резултат | Противник Резултат | Противник Резултат | Противник Резултат | Плас.             |
| ------------- | --------- | -------------------- | ------------------- | ------------------ | ------------------ | ------------------ | ------------------ | ----------------- |
| Сабина Микина | Сабља     | А. Буждосо ПОБ 16:13 | О. Харлан ИЗГ 10:15 | Није се пласирала  | Није се пласирала  | Није се пласирала  | Није се пласирала  | Није се пласирала |

## Пливање
Мушкарци
| Пливач          | Дисциплина   | Квалификације | Квалификације | Полуфинале       | Полуфинале       | Финале           | Финале           |
| Пливач          | Дисциплина   | Рез.          | Плас.         | Рез.             | Плас.            | Рез.             | Плас.            |
| --------------- | ------------ | ------------- | ------------- | ---------------- | ---------------- | ---------------- | ---------------- |
| Јевгениј Лазука | 100 м делфин | 53,86         | 38.           | Није се пласирао | Није се пласирао | Није се пласирао | Није се пласирао |

Жене
| Оксана Хатамханова | 100 м прсно | 1:25,52 | 44. | Није се пласирала | Није се пласирала | Није се пласирала | Није се пласирала | Није се пласирала | Није се пласирала | Није се пласирала | Није се пласирала |

## Рвање
Легенда:
- Т - победа/пораз тушем
- ТП - победа/пораз на техничке поене
- БТП - победа/пораз без техничких поена

Слободни стил за мушкарце
| Рвач                | Категорија  | Квалификације           | 1. коло                    | Четвртфинале             | Полуфинале              | Репасаж 1          | Репасаж 2               | Финале                    | Финале |
| Рвач                | Категорија  | Противник Резултат      | Противник Резултат         | Противник Резултат       | Противник Резултат      | Противник Резултат | Противник Резултат      | Противник Резултат        | Плас.  |
| ------------------- | ----------- | ----------------------- | -------------------------- | ------------------------ | ----------------------- | ------------------ | ----------------------- | ------------------------- | ------ |
| Toghrul Asgarov     | - до 60 кг  |                         | Т. Шлајхер ПОБ 3:1 ТП      | К. Јумото ПОБ 3:1 ТП     | К. Скот ПОБ 3:0 БТП     |                    |                         | Бесик Кудухов ПОБ 3:0 БТП |        |
| Џабраил Хасанов     | - до 66 кг  |                         | Л. Базан ПОБ 3–1 ТП        | А. Шабанов ПОБ 3–1 ТП    | Т. Јонемицу ИЗГ 0–3 БТП |                    |                         | Л. Лопез ИЗГ 1–3 ТП       | 5.     |
| Ашраф Алијев        | - до 74 кг  | С. Такатани ПОБ 3:0 БТП | Д. Царгуш ИЗГ 1:3 ТП       | Није се пласирао         | Није се пласирао        | Није се пласирао   | Није се пласирао        | Није се пласирао          | 9.     |
| Шариф Шарифов       | - до 84 кг  |                         | И. Бољукбаши ПОБ 3:1 ТП    | Џ. Херберт ПОБ 3:1 ТП    | Е. Лашгари ПОБ 3:1 ТП   |                    |                         | Х. Еспинал ПОБ 3:1 ТП     |        |
| Хетаг Газјумов      | - до 96 кг  |                         | Р. Шејхов ПОБ 3–0 БТП/sup> | В. Андрејцев ИЗГ 1:3 БТП | Није се пласирао        |                    | Р. Искандари ПОБ 3:1 ТП | Р. Јаздани ПОБ ПРЕ        |        |
| Џамаладин Магомедов | - до 120 кг | Б. Махов ИЗГ 0:3 БТП    | Није се пласирао           | Није се пласирао         | Није се пласирао        | Није се пласирао   | Није се пласирао        | Није се пласирао          | 16.    |

Грчко-римски стил за мушкарце
| Рвач            | Категорија | Квалификације           | 1. коло                 | Четвртфинале               | Полуфинале                    | Репасаж 1          | Репасаж 2             | Финале                       | Финале |
| Рвач            | Категорија | Противник Резултат      | Противник Резултат      | Противник Резултат         | Противник Резултат            | Противник Резултат | Противник Резултат    | Противник Резултат           | Плас.  |
| --------------- | ---------- | ----------------------- | ----------------------- | -------------------------- | ----------------------------- | ------------------ | --------------------- | ---------------------------- | ------ |
| Ровшан Бајрамов | - до 55 кг | М. Симјонов ПОБ 3:0 БТП | С. Манго ПОБ 3:0 БТП    | Ли Шуђин ПОБ 3:0 БТП       | Чој Г. Џ. ПОБ 3:0 БТП         |                    |                       | Х. Суријан ИЗГ 0:3 БТП       |        |
| Хасан Алијев    | - до 60 кг |                         | С. А. Берге ПОБ 3:1 ТП  | Ј. Џихјун ПОБ 3:0 БТП      | Реваз Лашхи ИЗГ 1:3 ТП        |                    |                       | З. Курамагомедов ИЗГ 0:3 БТП | 5.     |
| Емин Ахмадов    | - до 74 кг |                         | Н. Жугај ПОБ 3:0 БТП    | З. Датунашвили ПОБ 3:0 БТП | Арсен Џулфалакјан ИЗГ 0:3 БТП |                    |                       | А. Кикинов ПОБ 3:1 ТП        |        |
| Саман Тахмасеби | - до 84 кг |                         | В. Гегешидзе ИЗГ 1:3 ТП | Није се пласирао           | Није се пласирао              | Није се пласирао   | Није се пласирао      | Није се пласирао             | 11.    |
| Шалва Гадабадзе | - до 96 кг |                         | Р. Тотров ИЗГ 1:3 ТП    | Није се пласирао           | Није се пласирао              |                    | Џ. Лидберг ИЗГ 1:3 ТП | Није се пласирао             | 10.    |

Слободни стил за жене
| Рвач            | Категорија | Квалификације      | 1. коло                   | Четвртфинале            | Полуфинале             | Репасаж 1          | Репасаж 2             | Финале                 | Финале |
| Рвач            | Категорија | Противник Резултат | Противник Резултат        | Противник Резултат      | Противник Резултат     | Противник Резултат | Противник Резултат    | Противник Резултат     | Плас.  |
| --------------- | ---------- | ------------------ | ------------------------- | ----------------------- | ---------------------- | ------------------ | --------------------- | ---------------------- | ------ |
| Марија Стадник  | - до 48 кг |                    | К. Чун ПОБ 3:0 БТП        | И. Матковска ПОБ 3:1 ТП | И. Мерлени ПОБ 3:0 БТП |                    |                       | Х. Обара ИЗГ 1:3 ТП    |        |
| Јулија Раткевич | - до 55 кг |                    | М. Преволараки ПОБ 3:0БТП | С. Јошида ИЗГ 0:3 БТП   | Није се пласирала      |                    | К. Кембел ПОБ 0:3 БТП | В. Жолобова ПОБ 3:1 ТП |        |

## Стрељаштво
Жене
| Стрелац       | Дисциплина     | Квалификације | Квалификације | Финале            | Финале            |                   |
| Стрелац       | Дисциплина     | Пог.          | Плас.         | пог.              | Плас.             |                   |
| ------------- | -------------- | ------------- | ------------- | ----------------- | ----------------- | ----------------- |
| Ирада Ашумова | МК пиштољ 25 m | 578           | 23.           | Није се пласирала | Није се пласирала | Није се пласирала |
| Ирада Ашумова | В. пиштољ 10 м | 372           | 39.           | Није се пласирала | Није се пласирала | Није се пласирала |

## Теквондо
| Такмичар       | Дисциплина     | Квалификације      | Четвртфинале          | Полуфинале         | Репесаж полуфинале | Репесаж финале     | Финале             | Место             |
| Такмичар       | Дисциплина     | Противник Резултат | Противник Резултат    | Противник Резултат | Противник Резултат | Противник Резултат | Противник Резултат | Место             |
| -------------- | -------------- | ------------------ | --------------------- | ------------------ | ------------------ | ------------------ | ------------------ | ----------------- |
| Рамин Азизов   | - до 80 кг (М) | С. Лопез ПОБ 3:2   | М. Сармијенто ИЗГ 1:2 | Није се пласирао   | Није се пласирао   | Није се пласирао   | Није се пласирао   | Није се пласирао  |
| Фарида Азизова | - до 67 кг (Ж) | К. Сержери ИЗГ 0:1 | Није се пласирала     | Није се пласирала  | Није се пласирала  | Није се пласирала  | Није се пласирала  | Није се пласирала |

## Џудо
Мушкарци
| Џудока         | категорија  | 1. коло                     | 2. коло                   | 3. коло                      | Четвртфинале              | Полуфинале         | Репасаж 1                  | Репасаж 2          | Финале             | Финале           |
| Џудока         | категорија  | Противник Резултат          | Противник Резултат        | Противник Резултат           | Противник Резултат        | Противник Резултат | Противник Резултат         | Противник Резултат | Противник Резултат | Плас.            |
| -------------- | ----------- | --------------------------- | ------------------------- | ---------------------------- | ------------------------- | ------------------ | -------------------------- | ------------------ | ------------------ | ---------------- |
| Илгар Мушхијев | – до 60 кг  |                             | О. Давтјан ИЗГ 0000–0101  | Није се пласирао             | Није се пласирао          | Није се пласирао   | Није се пласирао           | Није се пласирао   | Није се пласирао   | Није се пласирао |
| Тарлан Каримов | – до 66 кг  |                             | М. Могушхов ПОБ 0021–0011 | А. Авад ПОБ 0000–0002        | С. Уриарте ИЗГ 0001–0021  | Није се пласирао   | П. Загродник ИЗГ 0000–0010 | Није се палсирао   | Није се палсирао   | 7.               |
| Рустам Орујов  | – до 73 кг  |                             | Г. ван Зил ПОБ 0100–0101  | М. Исајев ИЗГ 0000–1001      | Није се пласирао          | Није се пласирао   | Није се пласирао           | Није се пласирао   | Није се пласирао   | Није се пласирао |
| Елнур Мамадли  | – до 81 кг  | Валоа-Фортије ИЗГ 0001–0001 | Није се пласирао          | Није се пласирао             | Није се пласирао          | Није се пласирао   | Није се пласирао           | Није се пласирао   | Није се пласирао   | Није се пласирао |
| Елхан Мамадов  | – до 90 кг  |                             | К. Ламберт ПОБ 0111–0001  | Д. Н. Сонг ИЗГ 0011–0000     | Није се пласирао          | Није се пласирао   | Није се пласирао           | Није се пласирао   | Није се пласирао   | Није се пласирао |
| Елмар Гасимов  | – до 100 кг |                             | М. Раков ПОБ 0000–0011    | Л. Жоржолијани ПОБ 0011–0002 | Х. Т. Хванг ИЗГ 0002–0021 | Није се пласирао   | Р. Сајидов ИЗГ 0000–1000   | Није се пласирао   | Није се пласирао   | 7                |

Жене
| Џудока           | категорија | 1. коло                     | 2. коло                   | Четвртфинале       | Полуфинале         | Репасаж 1          | Репасаж 2          | Финале             | Финале            |
| Џудока           | категорија | Противник Резултат          | Противник Резултат        | Противник Резултат | Противник Резултат | Противник Резултат | Противник Резултат | Противник Резултат | Плас.             |
| ---------------- | ---------- | --------------------------- | ------------------------- | ------------------ | ------------------ | ------------------ | ------------------ | ------------------ | ----------------- |
| Кифајат Гасимова | – до 57 кг |                             | К. Мацумото ИЗГ 0000–0010 | Није се пласирала  | Није се пласирала  | Није се пласирала  | Није се пласирала  | Није се пласирала  | Није се пласирала |
| Рамила Усубова   | – до 63 кг | Г. Хајтбајева ПОБ 0111–0000 | Џоунг Д. В. ИЗГ 1000–0000 | Није се пласирала  | Није се пласирала  | Није се пласирала  | Није се пласирала  | Није се пласирала  | Није се пласирала |